# 盐蓬属
盐蓬属（学名：Halimocnemis）是藜科下的一个属，为一年生草本植物。该属共有约12种，分布于中亚至里海、黑海沿岸。